# Leddegigt
Leddegigt er en gigtlidelse, der skyldes en betændelsesreaktion (inflammation) i leddet. Leddegigt er en autoimmun sygdom, dvs. at der opstår en fejl i immunsystemet, der får det til at angribe cellerne i leddene: immunsystemet sender antistoffer ud i leddene. Derved opstår der en betændelsestilstand, der giver smerter og hævelse. Det kan give ødelæggelser på brusk og knogler i leddet. Sygdommen viser sig oftest først i hånd- og fodled, men kan ramme næsten alle led i kroppen. Leddene bliver ofte symmetrisk angrebet, dvs. i samme led i højre og venstre side.
Hos nogle leddegigtpatienter kan påvises en positiv gigtprøve (reumatfaktor/anti ccp). Prøven er dog ingen sikker indikator for leddegigt. Kun op mod 20 % af dem, der har reumafaktor i blodet, får leddegigt. Ligeledes har nogle med konstateret leddegigt ingen reumafaktor i blodet. Diagnosen stilles derfor på baggrund af symptomer, gigtlægens undersøgelser, blodprøver og røntgenbilleder.
Ifg. Medicinsk Kompendium har op mod 50.000 danskere leddegigt. Det gør sygdommen til en hyppig lidelse.
Alle kan rammes af sygdommen, voksne som børn. Kvinder rammes 2-3 gange hyppigere end mænd, og den hyppigste alder for sygdommens udbrud er 30 til 50 år.
Der er syv kendetegn for leddegigt, der bruges til at stille diagnosen:
1. Stivhed i leddene minimum en time hver morgen
2. Minimum tre hævede led
3. Hævelse i håndled og fingrenes grund- og mellemled
4. Symmetriske ledhævelser
5. Gigtknuder i huden
6. Røntgenforandringer i hænder eller fødder
7. Forhøjet reumafaktor i blodet

## Historie
Ældste spor af leddegigt er fundet i en mumie fra Ecuador. Afdøde menes at have været en munk eller vagt, der døde som gammel mand en gang mellem 1560 og 1565. Leddegigt er opstået i Amerika før Christoffer Colombus' tid, men har bredt sig genetisk til at blive en global sygdom.

## Behandling
Leddegigt er en kronisk lidelse: den kan ikke kureres. Der findes behandlingsmetoder, der kan reducere smerter og symptomer betydeligt og bremse sygdommens udvikling.
Den medicinske behandling kan opdeles i tre kategorier:
1. Traditionelle sygdomsmodificerende lægemidler (DMARDs)
2. Binyrebarkhormon
3. Biologiske lægemidler

### Traditionelle sygdomsmodificerende lægemidler (DMARDs)
Disease-Modifying Anti-Rheumatic Drugs. Disse lægemidler standser sygdomsaktiviteten og mindsker hævelsen og smerterne i leddene for derved at reducere ledskaderne. De mest anvendte er methotrexat, sulfasalazin, guldkur, leflunomid og hydroxychloroquin.

### Binyrebarkhormon
Det bruges til hurtig nedsættelse af gigtaktiviteten.

### Biologiske lægemidler
De biologiske lægemidler findes som TNF-alfa-hæmmere, B-celle terapi og T-celle terapi.

#### TNF-alfa-hæmmere
De påvirker immunforsvarets TNF-alfa proteiner, der under normale omstændigheder er en vigtig del af immunforsvaret. Personer med leddegigt har et højt antal TNF-alfa proteiner i leddene, der er med til at skabe betændelsestilstanden.

#### B-celle terapi
Er udviklet til at stoppe sygdommens udvikling og aktivitet.
Immunsystemet danner antistoffer mod bl.a. bakterier. Antistoffets opgave er at genkende bakterier og sygdomsramte celler og binde sig til dem og hjælpe immunsystemet med at tilintetgøre dem. Der findes flere antistoffer, der binder sig til forskellige bakterier og celler i kroppen.
B-celle terapi er et laboratoriefremstillet antistof. Behandlingen rammer kun ét molekyle på overfladen af visse typer B-celler (B-lymfocytter).
B-lymfocytterne er vigtige i forbindelse med udviklingen og i behandlingen af leddegigt, fordi de ændrer sig, når de møder et fremmed protein eller antigen. Det får B-lymfocytterne til at danne antistoffer, der ødelægger celler, som de "tror", er syge, på denne måde opstår betændelsesreaktionen, der giver de hævede og ømme led.

#### T-celle terapi
T-cellerne er også en del af immunsystemet. T-celle terapi påvirker produktionen af T-celler (T-lymfocytter). T-lymfocytter har to vigtige egenskaber, for det første hjælper og fremmer de andre af immunsystemets cellers funktioner, for det andet bekæmper de sygdomsbefængte og beskadigede celler ved at fremme celle-død.
Hos patienter med leddegigt er det bl.a. immunsystemets T- lymfocytter, der er årsagen til inflammationen.
Desuden suppleres der ofte med smertestillende medicin som:
Paracetamol, Tramadol og Kodein:
Smertestillende lægemidler
NSAID:
Non-steroide anti-inflammatoriske lægemidler. Dæmper smerter og betændelse.
COX-2 hæmmere:
Et alternativ til NSAID.
Leddegigt kan bl.a. også behandles vha. guldimplantation, som har en gavnlig virkning på mere end 3 af 4 leddegigtpatienter, og en betydelig del opnår at blive fuldstændig smertefri. 